# Laloubère
Laloubère est une commune française située dans le centre du département des Hautes-Pyrénées, en région Occitanie. Sur le plan historique et culturel, la commune est dans l’ancien comté de Bigorre, comté historique des Pyrénées françaises et de Gascogne.
Exposée à un climat océanique altéré, elle est drainée par  et par divers autres petits cours d'eau. La commune possède un patrimoine naturel remarquable composé d'une zone naturelle d'intérêt écologique, faunistique et floristique.
Laloubère est une commune urbaine qui compte 1 858 habitants en 2022. Elle est dans l'agglomération de Tarbes et fait partie de l'aire d'attraction de Tarbes. Ses habitants sont appelés les Laloubériens ou  Laloubériennes.

## Géographie

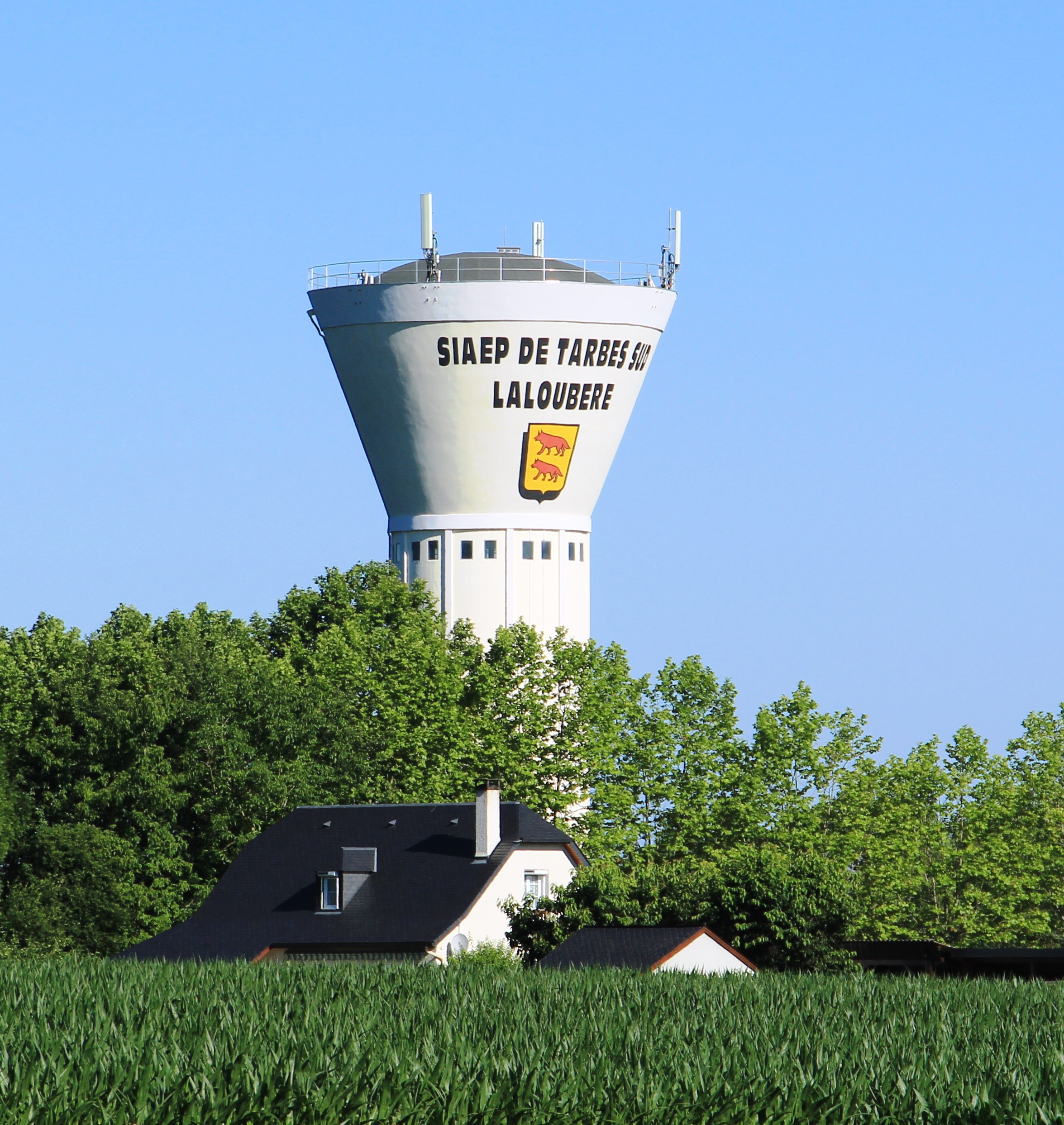
Le château d'eau.

### Localisation
La commune de Laloubère se trouve dans le département des Hautes-Pyrénées, en région Occitanie.
Elle se situe à 3 km à vol d'oiseau de Tarbes, préfecture du département, et à 4 km de Barbazan-Debat, bureau centralisateur du canton du Moyen Adour dont dépend la commune depuis 2015 pour les élections départementales.
La commune fait en outre partie du bassin de vie de Tarbes.
Les communes les plus proches sont : 
Odos (1,7 km), Soues (2,1 km), Horgues (2,4 km), Tarbes (2,9 km), Salles-Adour (3,4 km), Momères (3,5 km), Séméac (3,6 km), Barbazan-Debat (4,0 km).
Sur le plan historique et culturel, Laloubère fait partie de l’ancien comté de Bigorre, comté historique des Pyrénées françaises et de Gascogne créé au IXe siècle puis rattaché au domaine royal en 1302, inclus ensuite au comté de Foix en 1425 puis une nouvelle fois rattaché au royaume de France en 1607. La commune est dans le pays de Tarbes et de la Haute Bigorre.
|      | Tarbes    |       |
| Odos | Laloubère | Soues |
|      | Horgues   |       |

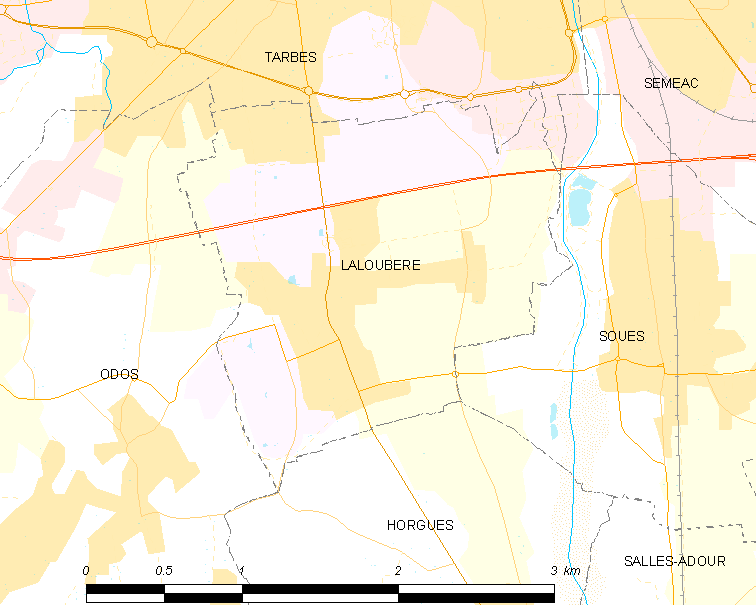
Carte de la commune de Laloubère et des proches communes.

Commune du piémont pyrénéen située en Bigorre dans l'aire urbaine de Tarbes, en plaine aux portes de la ville de Tarbes.

### Hydrographie
La commune est dans le bassin de l'Adour, au sein du bassin hydrographique Adour-Garonne. Elle est drainée par des petits cours d'eau, constituant un réseau hydrographique de 4 km de longueur totale,.

### Climat
Le climat est tempéré de type océanique en raison de l'influence proche de l'océan Atlantique situé à peu près 150 km plus à l'ouest. La proximité des Pyrénées fait que la commune profite d'un effet de foehn, il peut aussi y neiger en hiver, même si cela reste inhabituel.
| Mois                              | jan.  | fév.  | mars  | avril | mai   | juin  | jui.  | août  | sep.  | oct.  | nov.  | déc.  | année   |
| --------------------------------- | ----- | ----- | ----- | ----- | ----- | ----- | ----- | ----- | ----- | ----- | ----- | ----- | ------- |
| Température minimale moyenne (°C) | 0,6   | 1,3   | 2,7   | 5,2   | 8,3   | 11,6  | 14,1  | 13,9  | 11,7  | 8     | 3,6   | 1,3   | 6,9     |
| Température moyenne (°C)          | 5,3   | 6,1   | 7,8   | 10    | 13,3  | 16,7  | 19,3  | 19    | 17,2  | 13,3  | 8,5   | 5,8   | 11,9    |
| Température maximale moyenne (°C) | 9,9   | 11    | 12,9  | 14,8  | 18,3  | 21,7  | 24,5  | 24    | 22,6  | 18,6  | 13,4  | 10,4  | 16,8    |
| Ensoleillement (h)                | 108,8 | 118,8 | 155,6 | 157,2 | 181,3 | 191,5 | 215,5 | 196,4 | 194,5 | 164,4 | 124,4 | 104,4 | 1 912,8 |
| Précipitations (mm)               | 112,8 | 97,5  | 100,2 | 105,7 | 113,6 | 80,7  | 57,3  | 70,3  | 71    | 85,2  | 93    | 112,1 | 1 099,4 |

### Milieux naturels et biodiversité

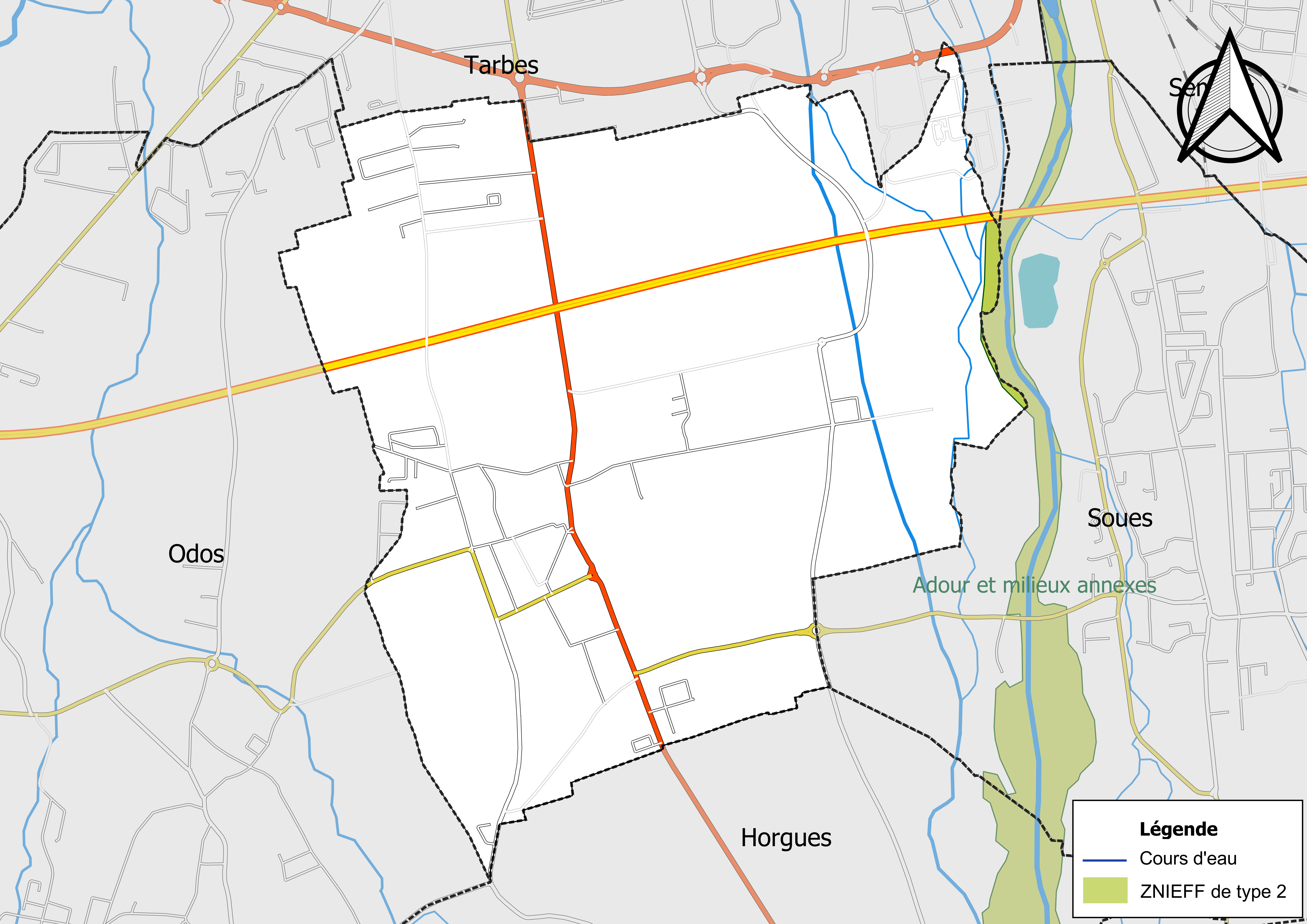
Carte de la ZNIEFF de type 2 localisée sur la commune.

L’inventaire des zones naturelles d'intérêt écologique, faunistique et floristique (ZNIEFF) a pour objectif de réaliser une couverture des zones les plus intéressantes sur le plan écologique, essentiellement dans la perspective d’améliorer la connaissance du patrimoine naturel national et de fournir aux différents décideurs un outil d’aide à la prise en compte de l’environnement dans l’aménagement du territoire.
Une ZNIEFF de type 2 est recensée sur la commune :
l'« Adour et milieux annexes » (3 634 ha), couvrant 60 communes dont 18 dans le Gers, une dans les Landes et 41 dans les Hautes-Pyrénées.

## Urbanisme

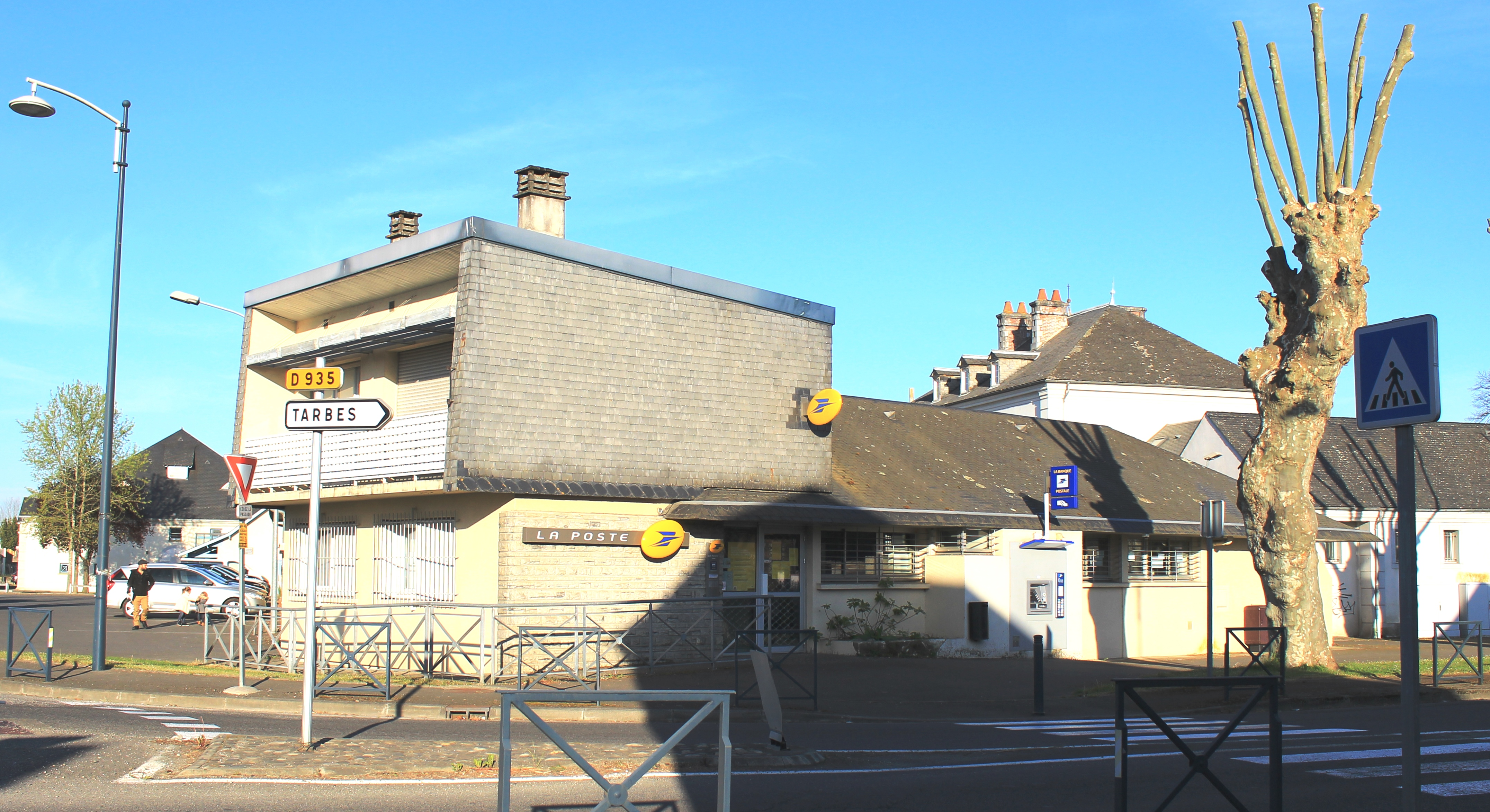
La Poste en 2021.

### Typologie
Au 1er janvier 2024, Laloubère est catégorisée ceinture urbaine, selon la nouvelle grille communale de densité à sept niveaux définie par l'Insee en 2022.
Elle appartient à l'unité urbaine de Tarbes, une agglomération intra-départementale regroupant 15  communes, dont elle est une commune de la banlieue,,. Par ailleurs la commune fait partie de l'aire d'attraction de Tarbes, dont elle est une commune de la couronne,. Cette aire, qui regroupe 153 communes, est catégorisée dans les aires de 50 000 à moins de 200 000 habitants,.

### Occupation des sols
L'occupation des sols de la commune, telle qu'elle ressort de la base de données européenne d’occupation biophysique des sols Corine Land Cover (CLC), est marquée par l'importance des territoires artificialisés (64 % en 2018), en augmentation par rapport à 1990 (60 %). La répartition détaillée en 2018 est la suivante : 
terres arables (31,8 %), espaces verts artificialisés, non agricoles (31,7 %), zones urbanisées (28,2 %), zones industrielles ou commerciales et réseaux de communication (4,1 %), zones agricoles hétérogènes (2,1 %), prairies (2 %).
L'IGN met par ailleurs à disposition un outil en ligne permettant de comparer l’évolution dans le temps de l’occupation des sols de la commune (ou de territoires à des échelles différentes). Plusieurs époques sont accessibles sous forme de cartes ou photos aériennes : la carte de Cassini (XVIIIe siècle), la carte d'état-major (1820-1866) et la période actuelle (1950 à aujourd'hui).

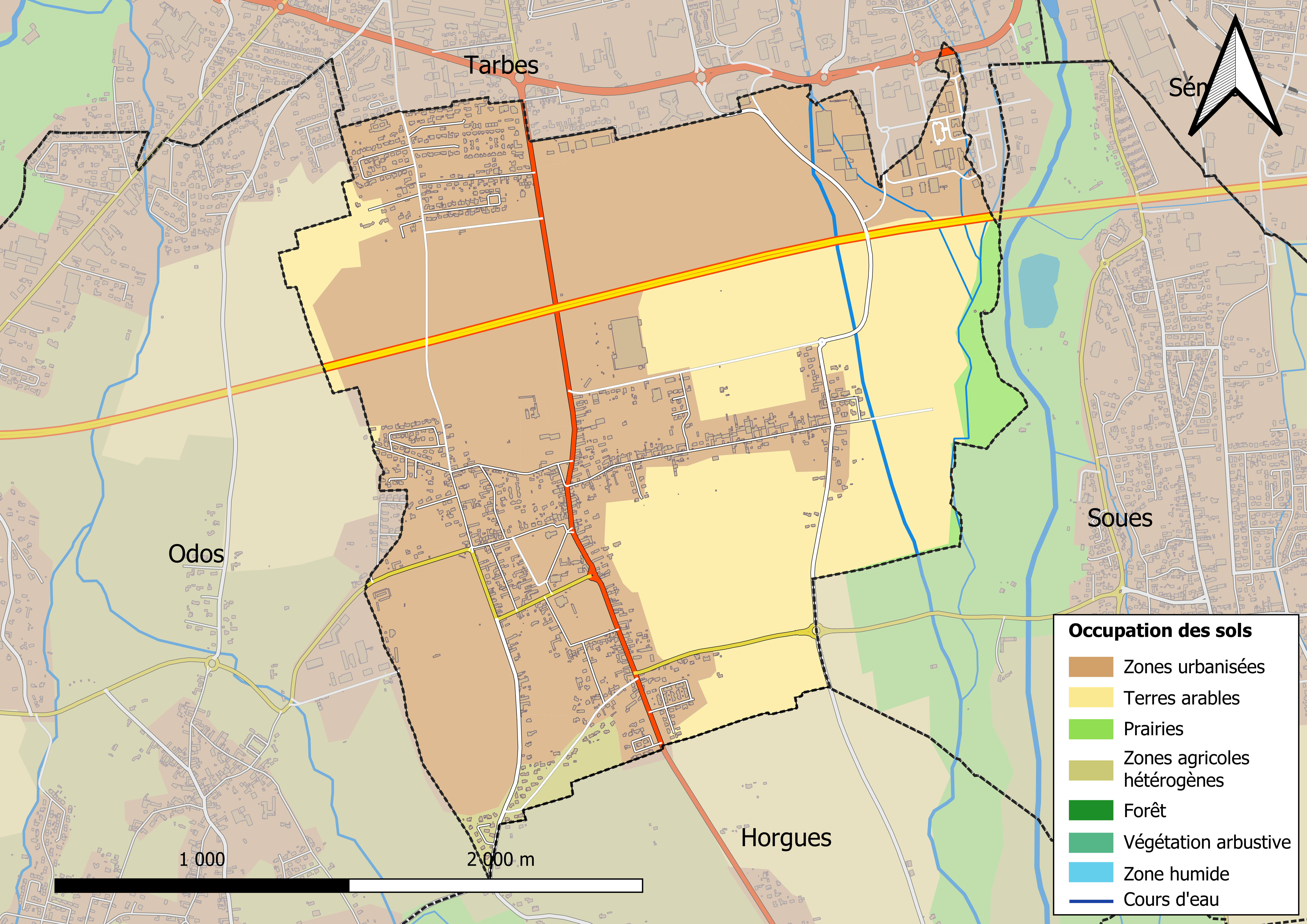
Carte des infrastructures et de l'occupation des sols en 2018 (CLC) de la commune.
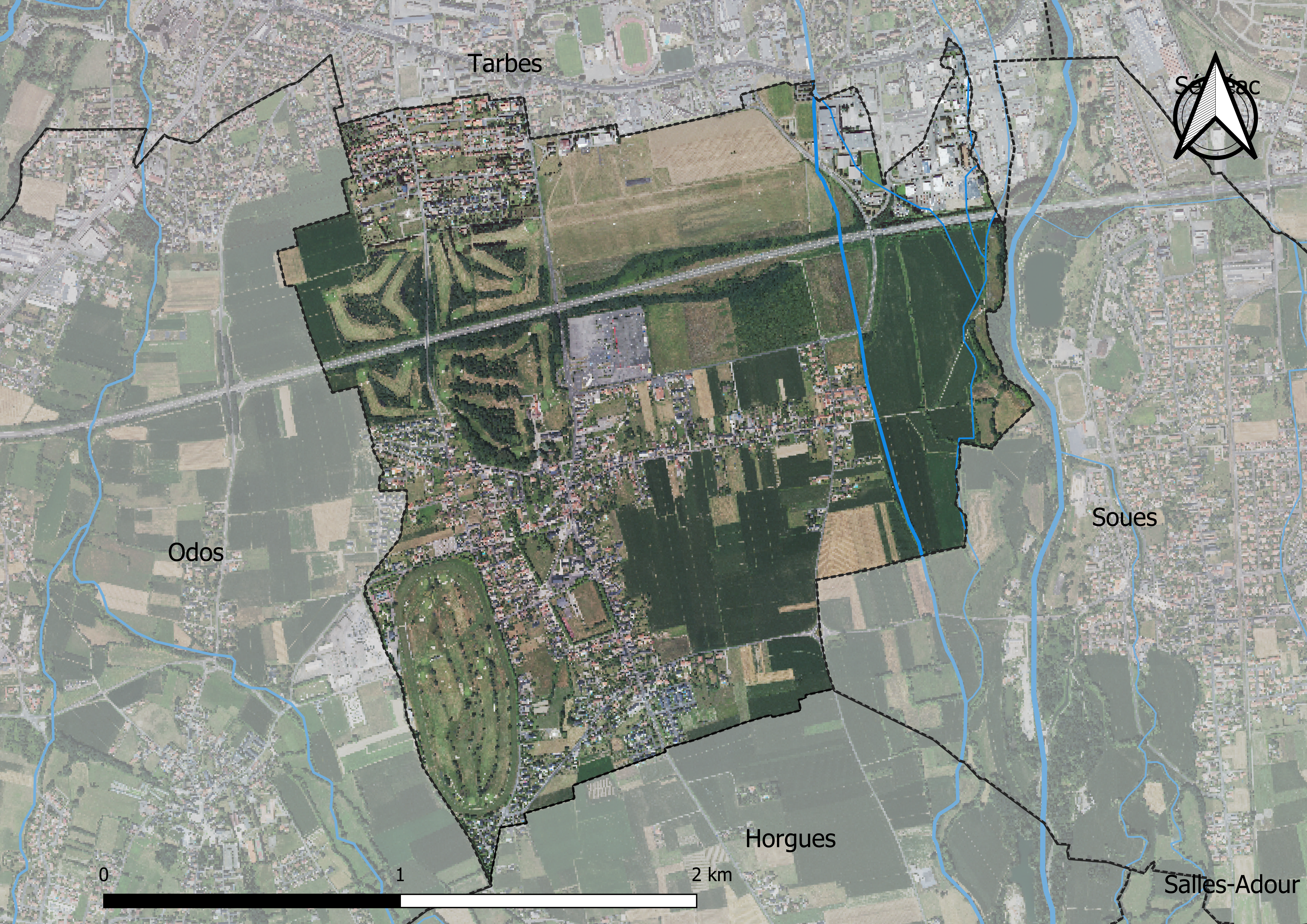
Carte orthophotogrammétrique de la commune.

### Voies de communication et transports
Cette commune est desservie par la route départementale D 935 et est traversée par  l'A64.

### Risques majeurs
Le territoire de la commune de Laloubère est vulnérable à différents aléas naturels : météorologiques (tempête, orage, neige, grand froid, canicule ou sécheresse), inondations, mouvements de terrains et séisme (sismicité moyenne). Il est également exposé à un risque technologique,  le transport de matières dangereuses. Un site publié par le BRGM permet d'évaluer simplement et rapidement les risques d'un bien localisé soit par son adresse soit par le numéro de sa parcelle.

#### Risques naturels
Certaines parties du territoire communal sont susceptibles d’être affectées par le risque d’inondation par débordement de cours d'eau, notamment La cartographie des zones inondables en ex-Midi-Pyrénées réalisée dans le cadre du XIe Contrat de plan État-région, visant à informer les citoyens et les décideurs sur le risque d’inondation, est accessible sur le site de la DREAL Occitanie. La commune a été reconnue en état de catastrophe naturelle au titre des dommages causés par les inondations et coulées de boue survenues en 1982, 1999, 2000, 2005 et 2009,.
Laloubère est exposée au risque de feu de forêt. Un plan départemental de protection des forêts contre les incendies a été approuvé par arrêté préfectoral le 21 avril 2020 pour la période 2020-2029. Le précédent couvrait la période 2007-2017. L’emploi du feu est régi par deux types de réglementations. D’abord le code forestier et l’arrêté préfectoral du 27 octobre 2014, qui réglementent l’emploi du feu à moins de 200 m des espaces naturels combustibles sur l’ensemble du département. Ensuite celle établie dans le cadre de la lutte contre la pollution de l’air, qui interdit le brûlage des déchets verts des particuliers. L’écobuage est quant à lui réglementé dans le cadre de commissions locales d’écobuage (CLE)

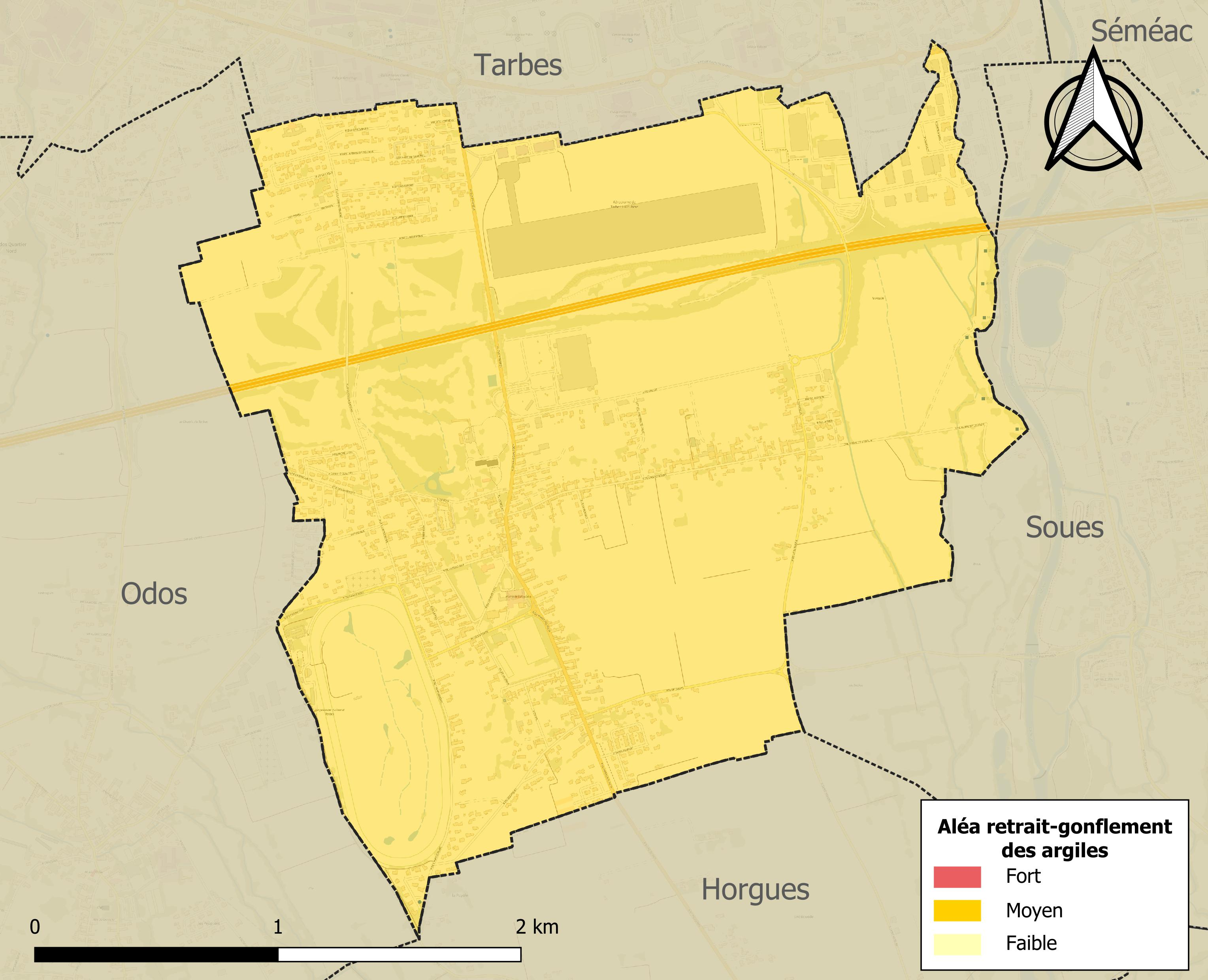
Carte des zones d'aléa retrait-gonflement des sols argileux de Laloubère.

Les mouvements de terrains susceptibles de se produire sur la commune sont des tassements différentiels.
Le retrait-gonflement des sols argileux est susceptible d'engendrer des dommages importants aux bâtiments en cas d’alternance de périodes de sécheresse et de pluie. La totalité de la commune est en aléa moyen ou fort (44,5 % au niveau départemental et 48,5 % au niveau national). Sur les 789 bâtiments dénombrés sur la commune en 2019, 789 sont en aléa moyen ou fort, soit 100 %, à comparer aux 75 % au niveau départemental et 54 % au niveau national. Une cartographie de l'exposition du territoire national au retrait gonflement des sols argileux est disponible sur le site du BRGM,.
Par ailleurs, afin de mieux appréhender le risque d’affaissement de terrain, l'inventaire national des cavités souterraines permet de localiser celles situées sur la commune.
Concernant les mouvements de terrains, la commune a été reconnue en état de catastrophe naturelle au titre des dommages causés par des mouvements de terrain en 1999.

#### Risque technologique
Le risque de transport de matières dangereuses sur la commune est lié à sa traversée par une route à fort trafic et une canalisation de transport d'hydrocarbures. Un accident se produisant sur de telles infrastructures est susceptible d’avoir des effets graves sur les biens, les personnes ou l'environnement, selon la nature du matériau transporté. Des dispositions d’urbanisme peuvent être préconisées en conséquence.

## Toponymie

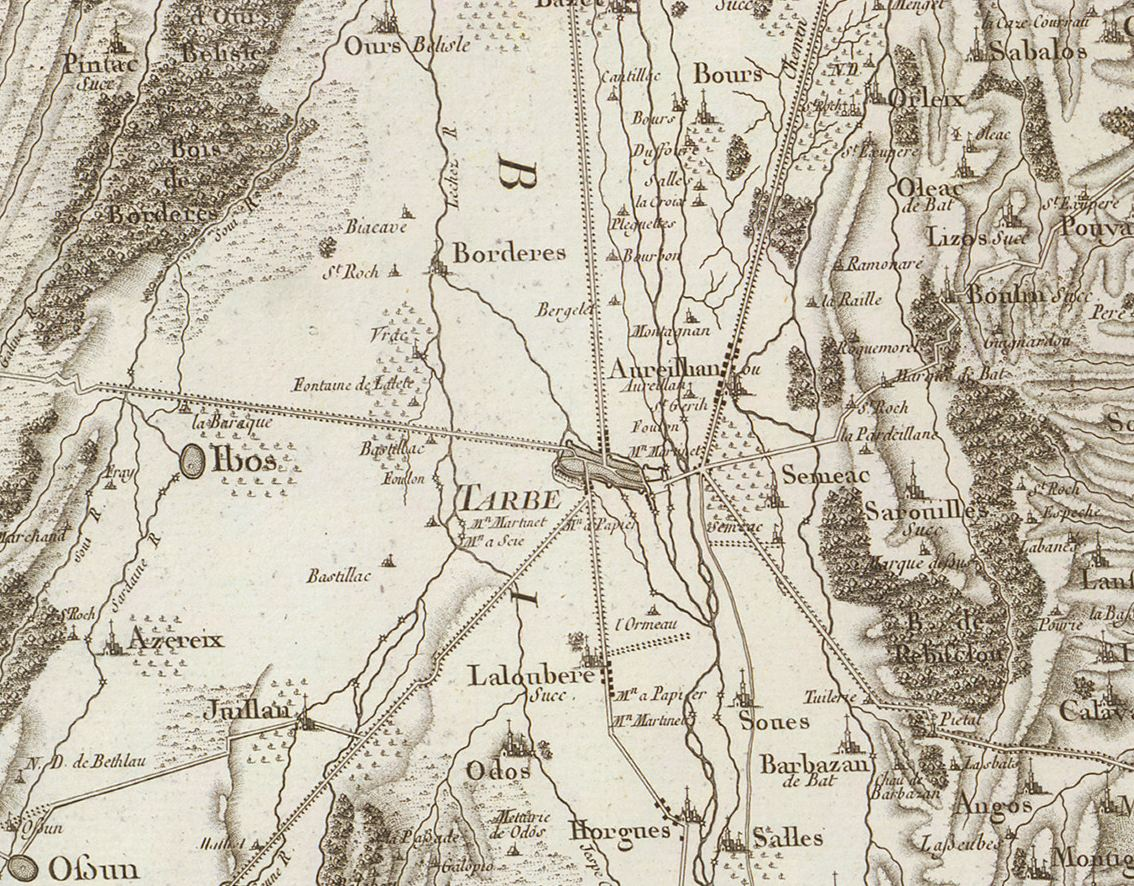
Extrait de la carte de Cassini (entre 1756 et 1789) situant Laloubère au sud de Tarbes.

## Histoire
Le nom du village, anciennement dénommé Loupbatère ou « pays des loups », fait référence aux loups qui infestaient cette localité aux Xe et XIIe siècles. Son blason « d'or aux deux loups de gueules passant l'un sous l'autre » est un autre témoignage de ce passé.

## Politique et administration

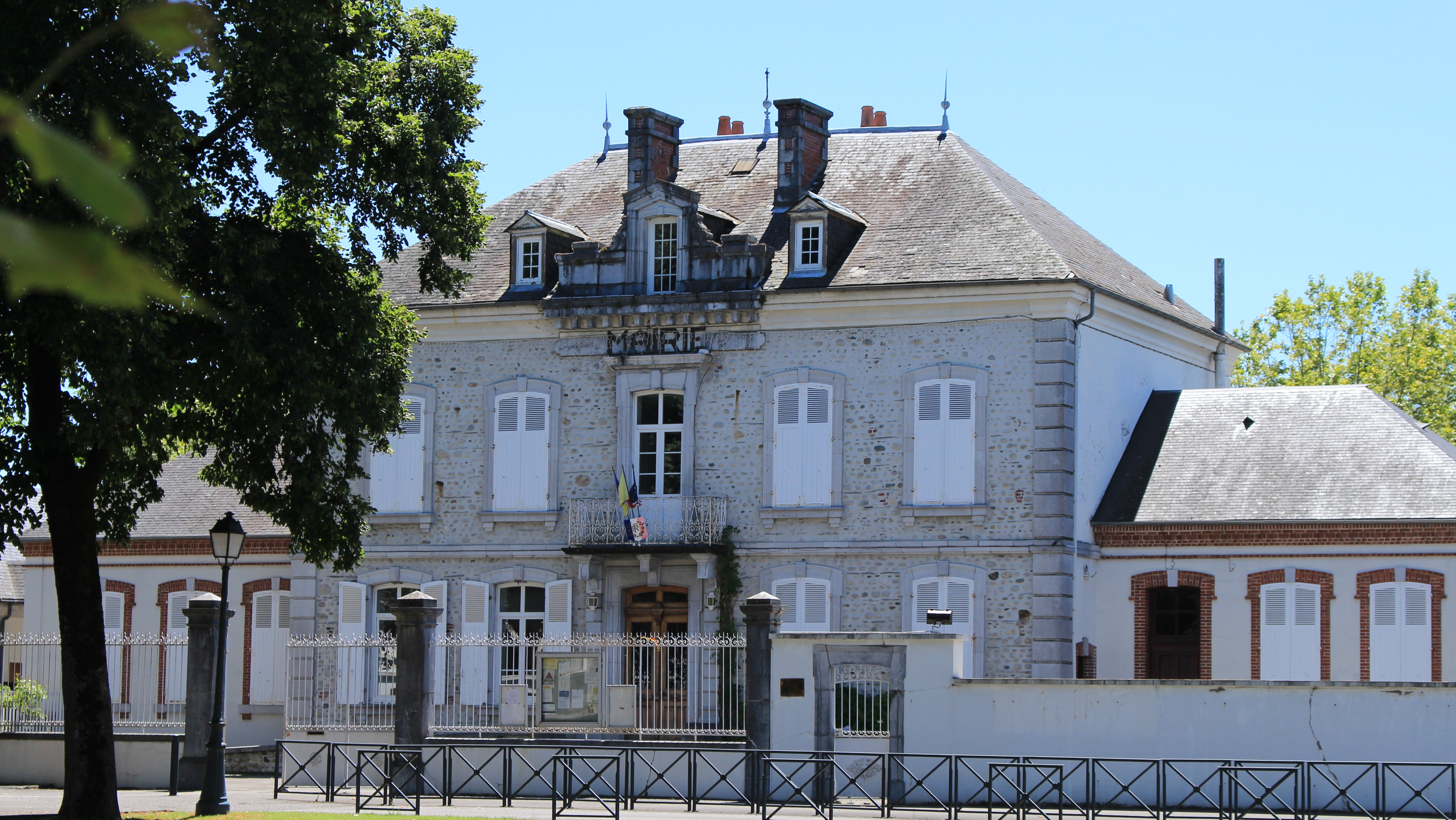
La mairie en 2019.

### Liste des maires

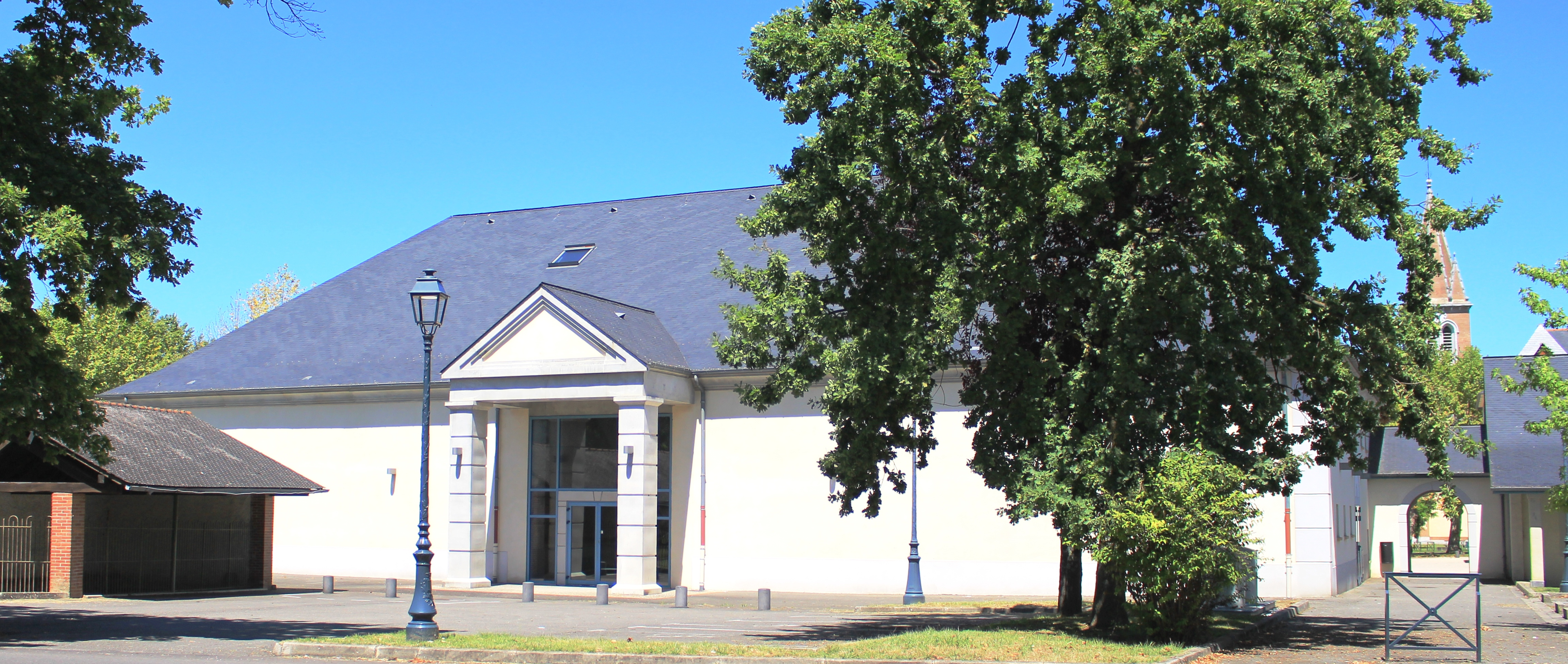
Le foyer rural en 2019

| Période                                  | Période                   | Identité       | Étiquette   | Qualité |
| ---------------------------------------- | ------------------------- | -------------- | ----------- | ------- |
| Les données manquantes sont à compléter. |                           |                |             |         |
| 2001                                     | 2008                      | Régine Lauron  | PS          |         |
| 2008                                     | En cours (au 30 mai 2020) | Patrick Vignes | UMP puis LR |         |

### Rattachements administratifs et électoraux

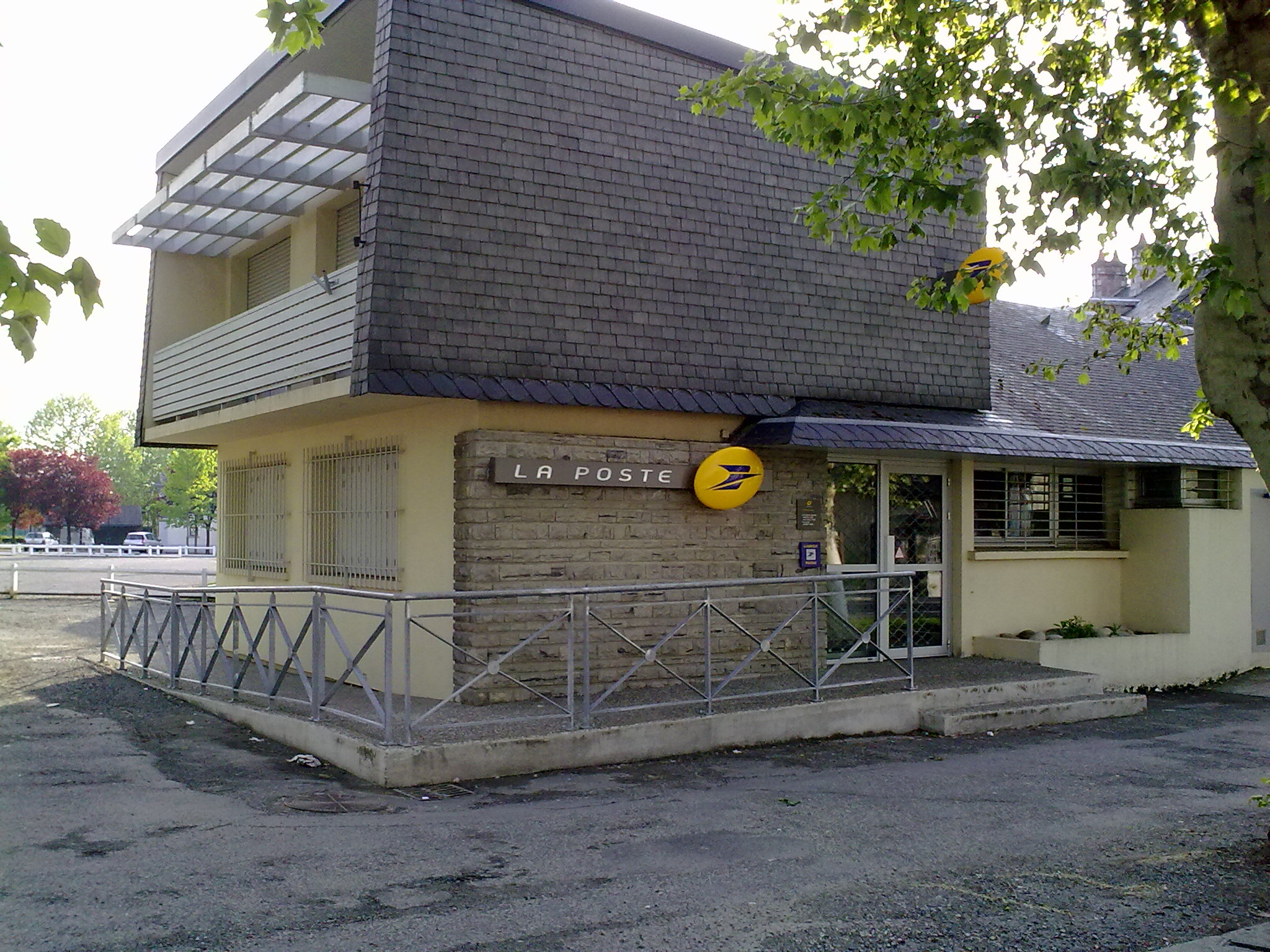
La Poste de Laloubère.

#### Intercommunalité
Laloubère fait partie de la communauté d'agglomération du Grand Tarbes. Née de la communauté de communes de l’agglomération tarbaise créée en 1995, ses compétences touchent aux transports, aux gens du voyage, à la culture, aux sports, à l'environnement, au pôle universitaire et à la politique de la ville.

### Services publics
La commune de Laloubère dispose d'une agence postale.

## Population et société

### Démographie

#### Évolution démographique

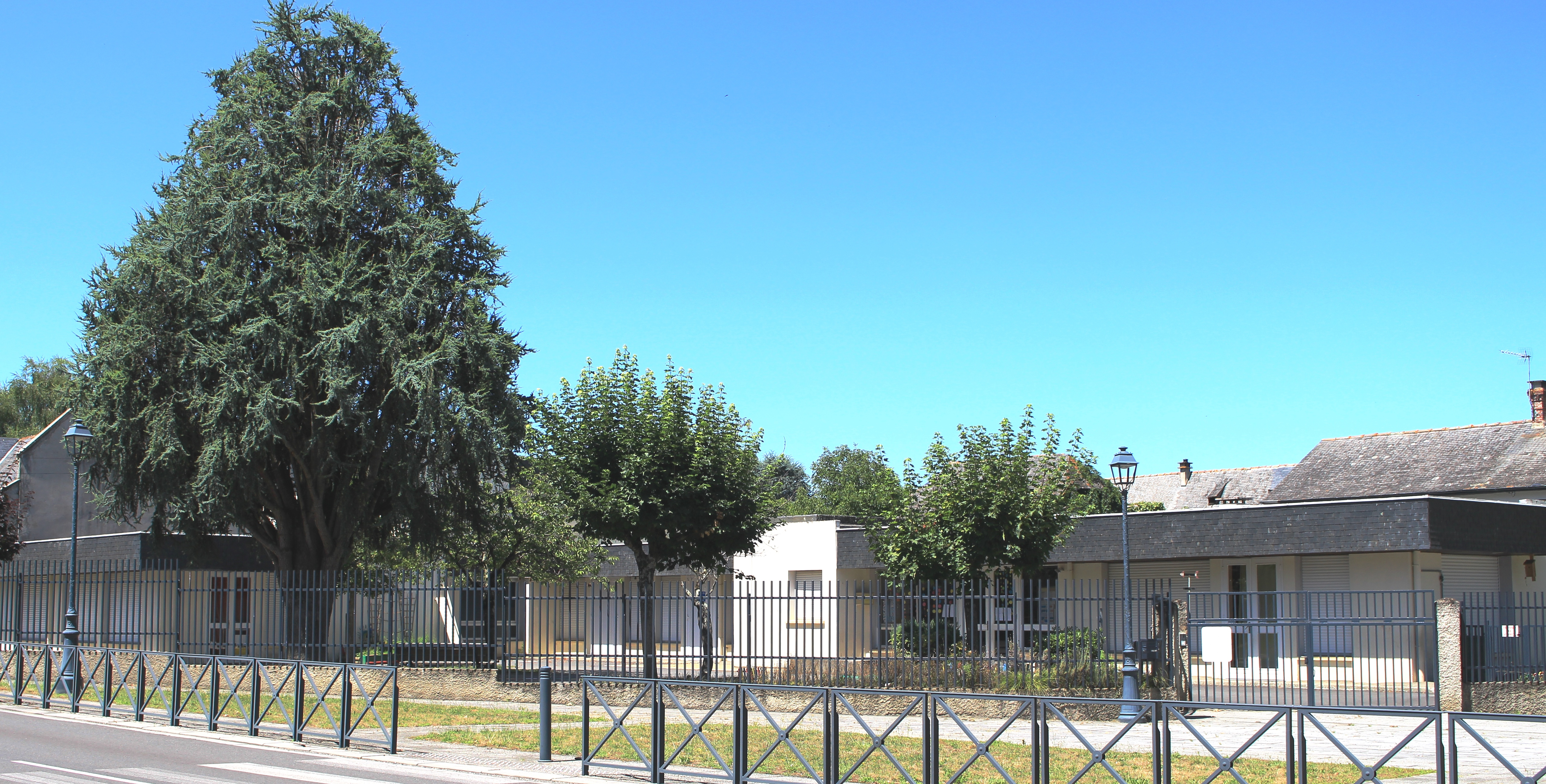
L’école maternelle en 2019.

| 1793 | 1800 | 1806 | 1821 | 1831 | 1836 | 1841 | 1846  | 1851  |
| ---- | ---- | ---- | ---- | ---- | ---- | ---- | ----- | ----- |
| 615  | 680  | 702  | 855  | 870  | 930  | 964  | 1 004 | 1 016 |

| 1856  | 1861  | 1866 | 1876 | 1881 | 1886 | 1891  | 1896 | 1901 |
| ----- | ----- | ---- | ---- | ---- | ---- | ----- | ---- | ---- |
| 1 050 | 1 014 | 968  | 959  | 922  | 981  | 1 027 | 994  | 921  |

| 1906 | 1911 | 1921 | 1926 | 1931 | 1936 | 1946  | 1954  | 1962  |
| ---- | ---- | ---- | ---- | ---- | ---- | ----- | ----- | ----- |
| 881  | 844  | 789  | 784  | 815  | 903  | 1 007 | 1 113 | 1 199 |

| 1968  | 1975  | 1982  | 1990  | 1999  | 2005  | 2006  | 2010  | 2015  |
| ----- | ----- | ----- | ----- | ----- | ----- | ----- | ----- | ----- |
| 1 323 | 1 444 | 1 333 | 1 296 | 1 352 | 1 645 | 1 706 | 1 936 | 1 902 |

| 2020  | 2022  | - | - | - | - | - | - | - |
| ----- | ----- | - | - | - | - | - | - | - |
| 1 874 | 1 858 | - | - | - | - | - | - | - |

### Enseignement
La commune dépend de l'académie de Toulouse. Elle dispose d’une école en 2019.
- École maternelle.

### Manifestations culturelles et festivités

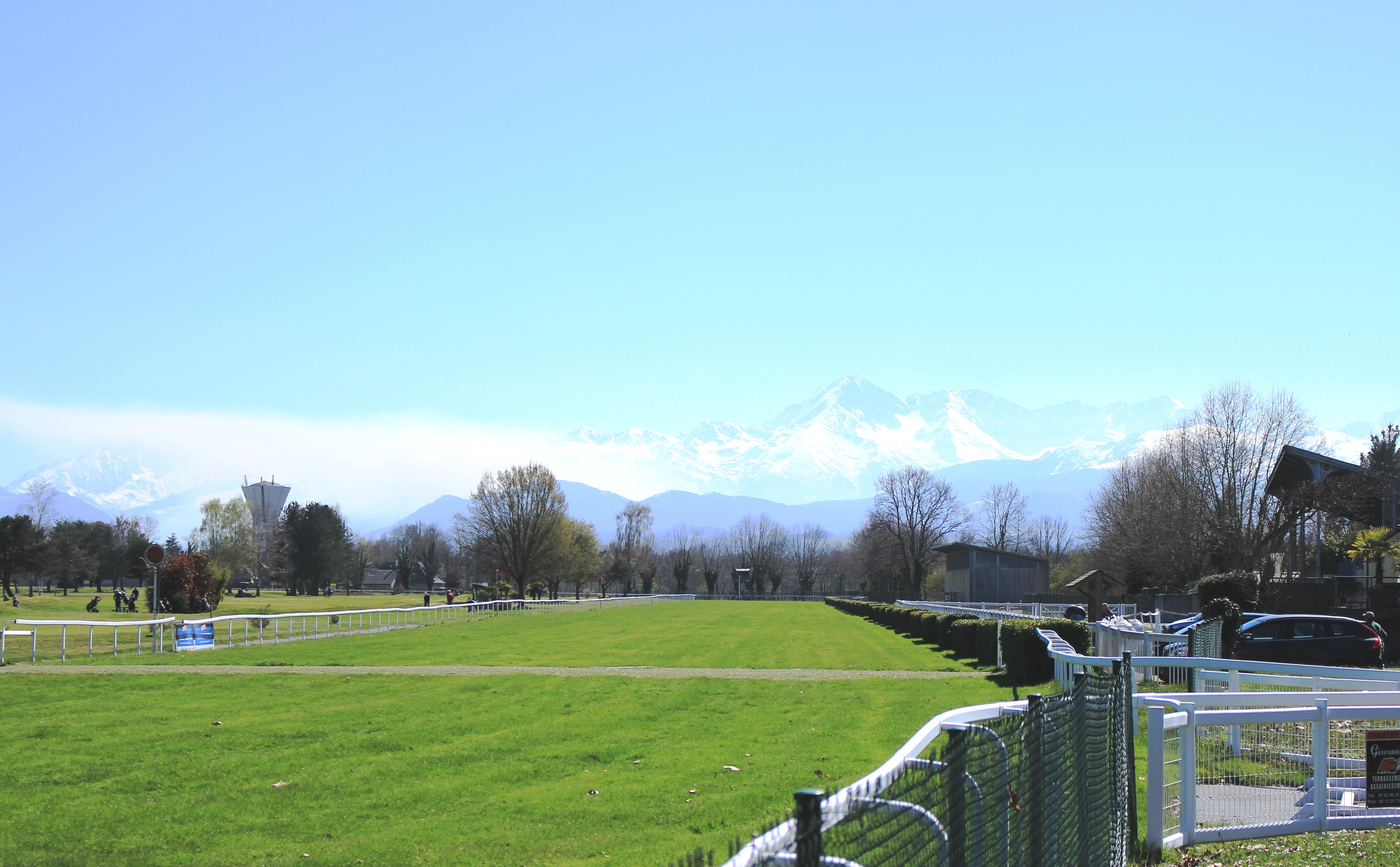
L'hippodrome en 2021.

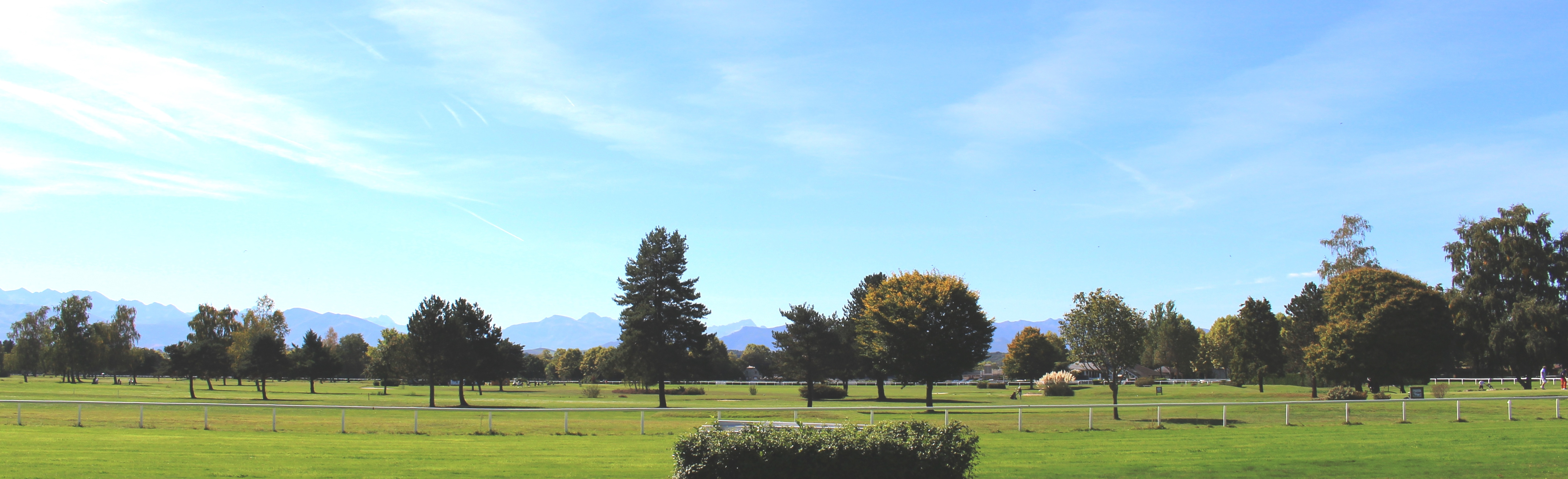
Le golf dans l'enceinte de l'hippodrome en 2021.

### Santé

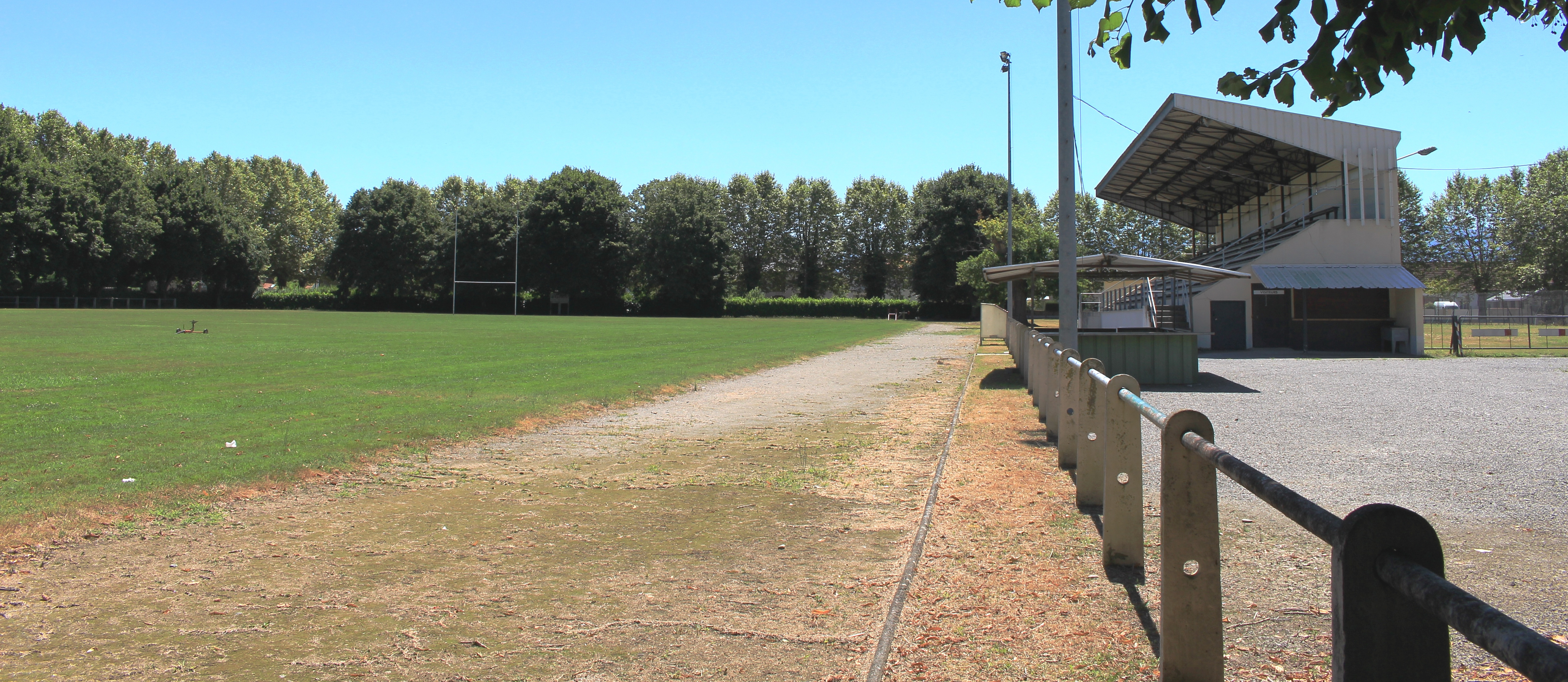
Le stade de rugby Jean-Larrouy en 2019.

### Sports
- Aérodrome de Tarbes - Laloubère (avions, planeurs, parachutisme, aéromodélisme).
- Hippodrome de Laloubère dont on dit qu'il est le plus ancien de France, a été inauguré en juillet 1809.
- Deux golfs de 18 trous : golf de l'Hippodrome et golf des Tumulus.
- L'Union Athlétique Laloubérienne qui joue au stade de rugby Jean-Larrouy.

### Médias

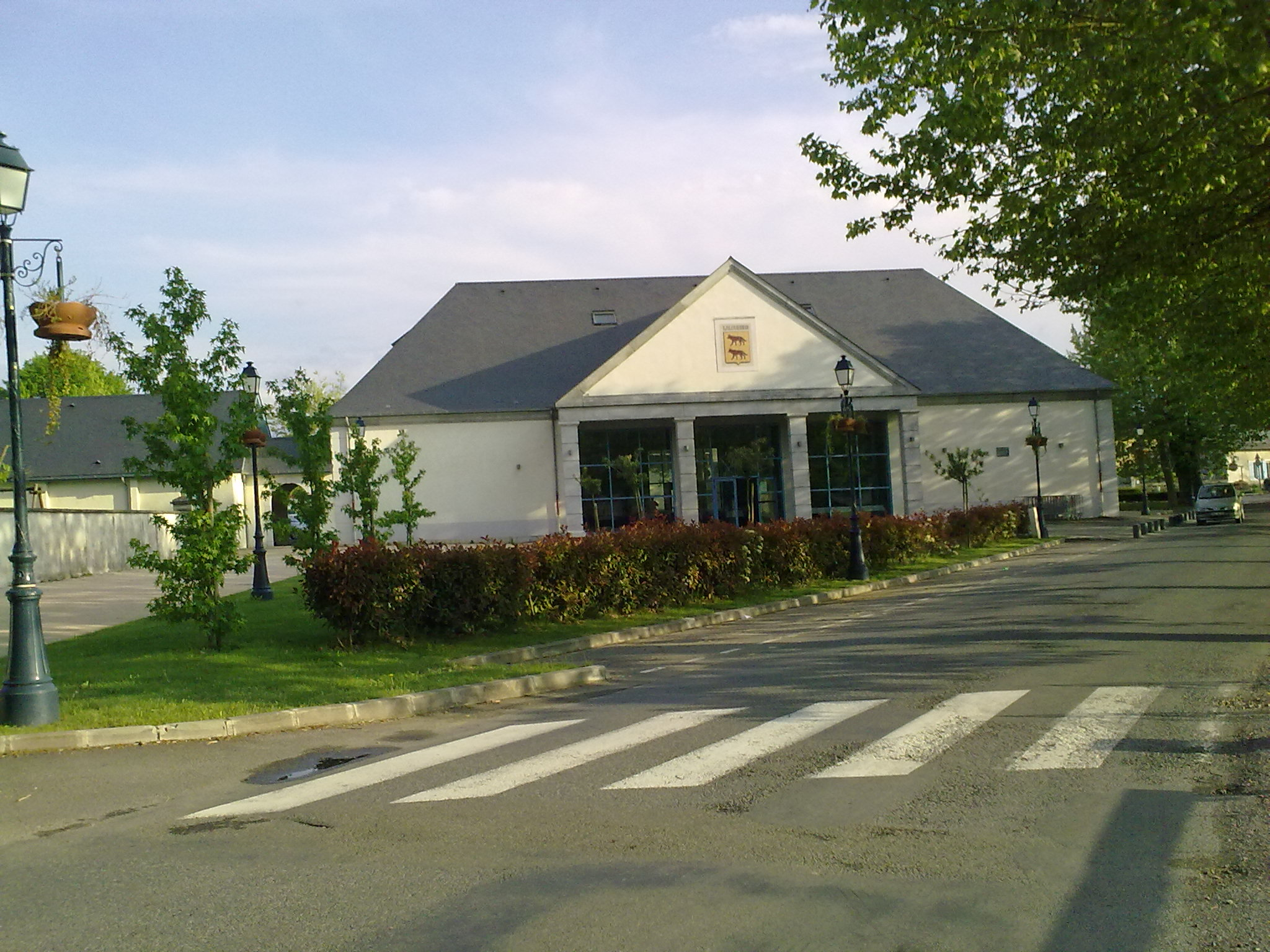
Salle de Laloubère.

## Économie

### Revenus
En 2018, la commune compte 779 ménages fiscaux, regroupant 1 791 personnes. La médiane du revenu disponible par unité de consommation est de 22 740 € (20 420 € dans le département).

### Emploi
|                | 2008  | 2013  | 2018  |
| -------------- | ----- | ----- | ----- |
| Commune        | 6,8 % | 8,7 % | 6,4 % |
| Département    | 7,7 % | 9,4 % | 9,8 % |
| France entière | 8,3 % | 10 %  | 10 %  |

En 2018, la population âgée de 15 à 64 ans s'élève à 1 073 personnes, parmi lesquelles on compte 74,9 % d'actifs (68,5 % ayant un emploi et 6,4 % de chômeurs) et 25,1 % d'inactifs,. Depuis 2008, le taux de chômage communal (au sens du recensement) des 15-64 ans est inférieur à celui de la France et du département.
La commune fait partie de la couronne de l'aire d'attraction de Tarbes, du fait qu'au moins 15 % des actifs travaillent dans le pôle,. Elle compte 483 emplois en 2018, contre 544 en 2013 et 645 en 2008. Le nombre d'actifs ayant un emploi résidant dans la commune est de 746, soit un indicateur de concentration d'emploi de 64,7 % et un taux d'activité parmi les 15 ans ou plus de 52,8 %.
Sur ces 746 actifs de 15 ans ou plus ayant un emploi, 83 travaillent dans la commune, soit 11 % des habitants. Pour se rendre au travail, 86,6 % des habitants utilisent un véhicule personnel ou de fonction à quatre roues, 1,6 % les transports en commun, 9,2 % s'y rendent en deux-roues, à vélo ou à pied et 2,6 % n'ont pas besoin de transport (travail au domicile).

## Culture locale et patrimoine

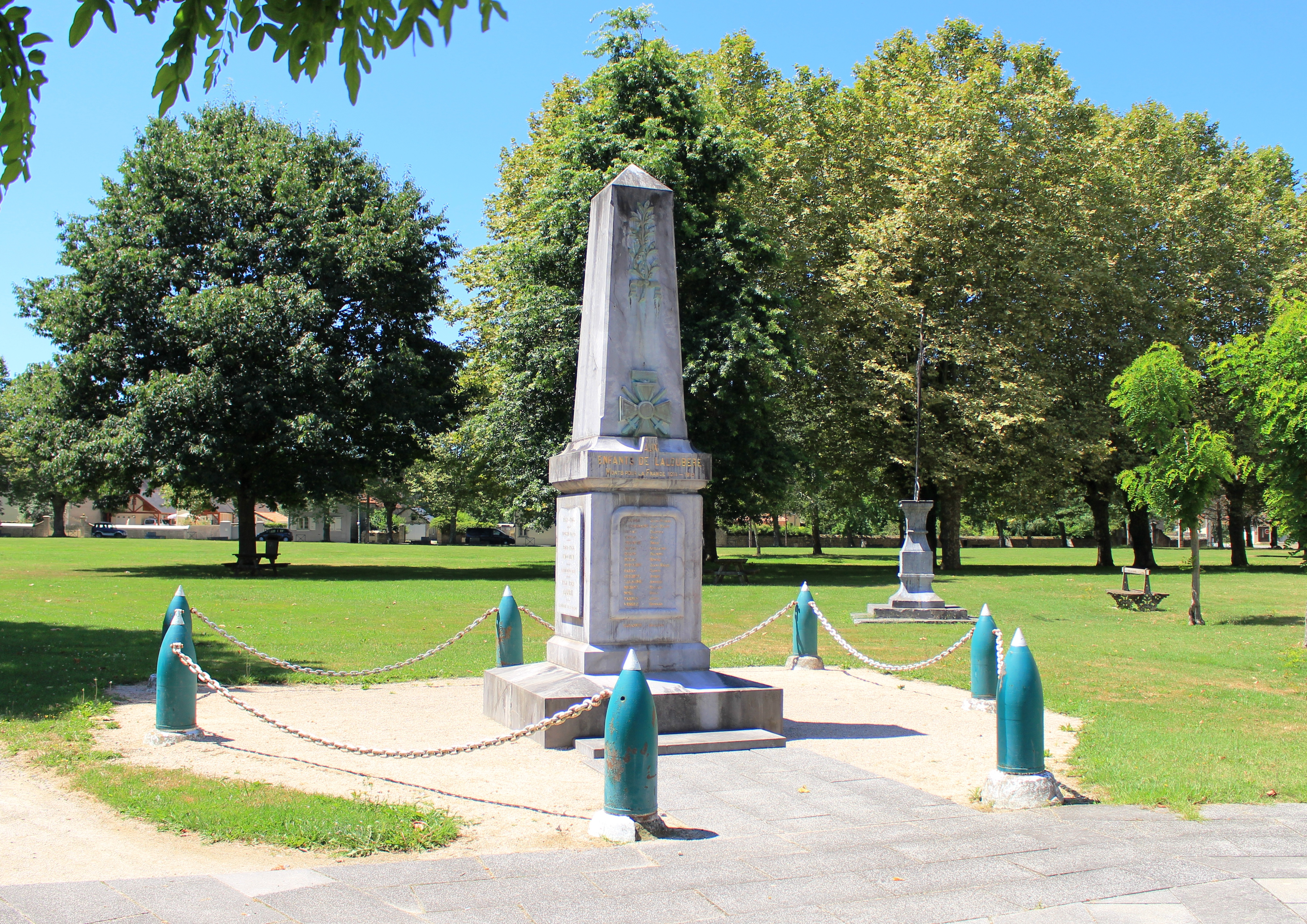
Le monument aux morts municipal.

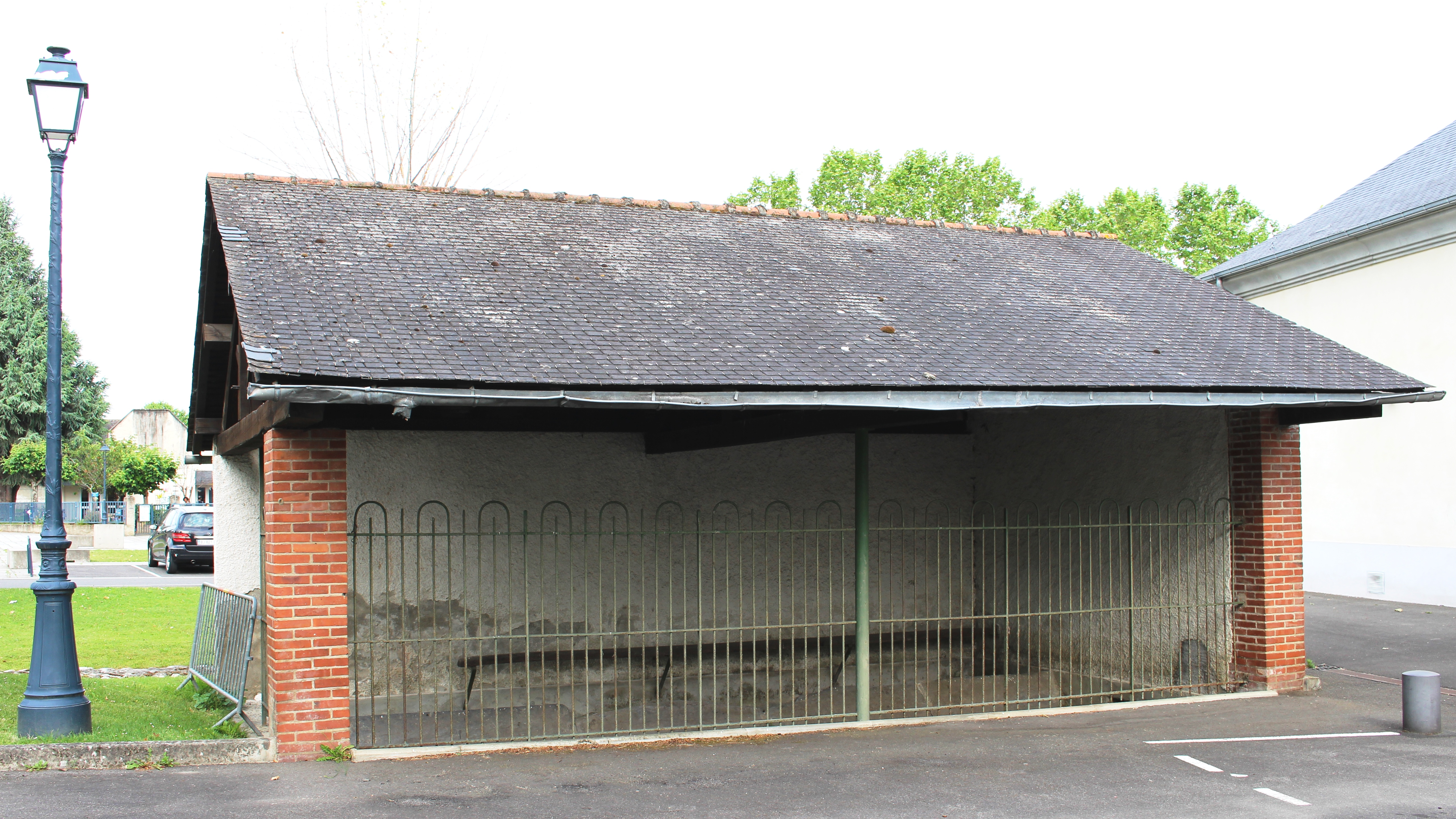
Le lavoir.

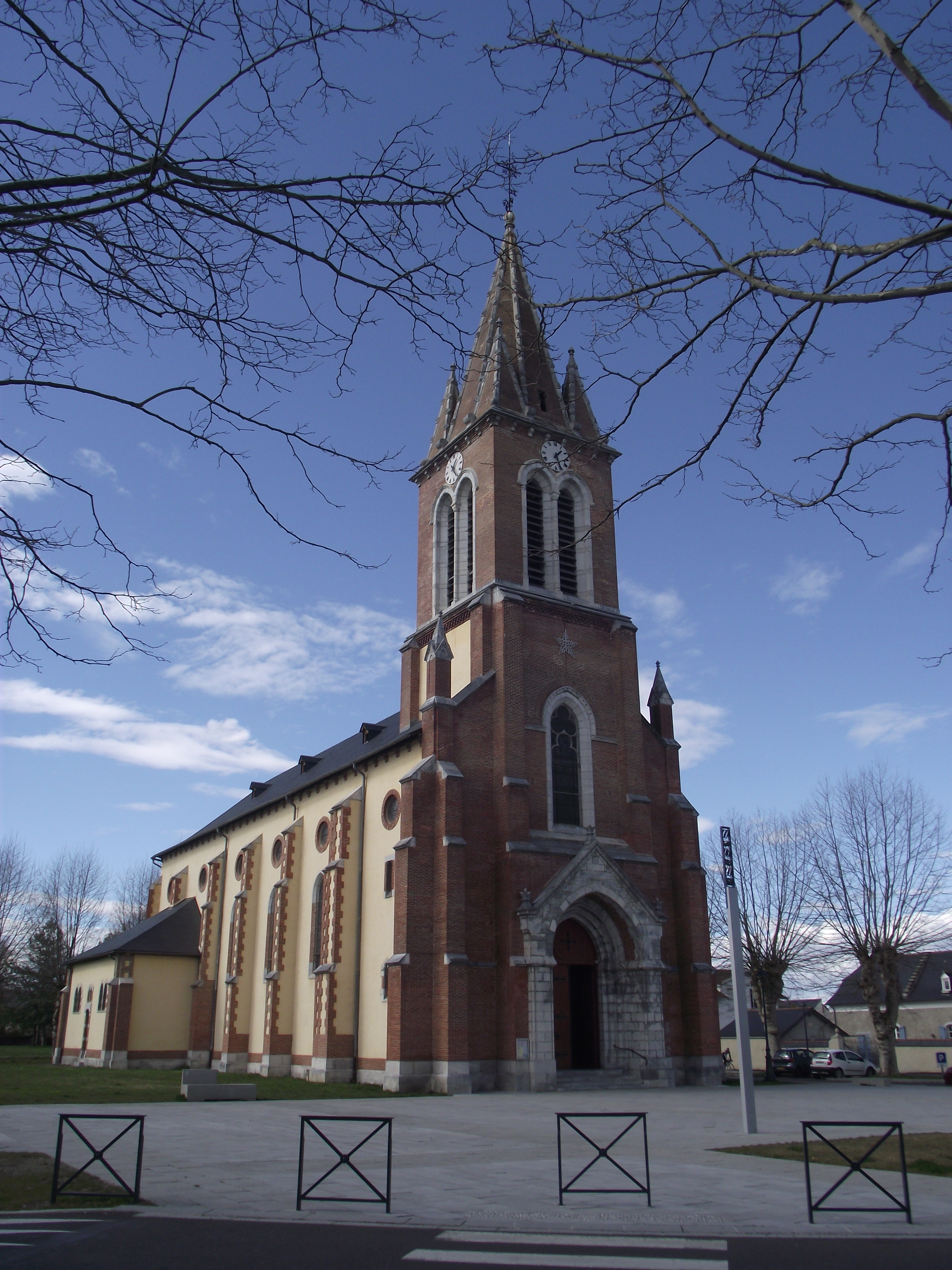
L'église de l'Invention-de-Saint-Étienne de Laloubère.

### Lieux et monuments
- Prieuré Notre-Dame-des-Neiges, animé par des frères Prémontrés, qui a succédé au carmel de Laloubère en 1998.
- Le château du XIXe siècle est inscrit au titre des monuments historiques depuis 1995[28].
- Église de l'Invention-de-Saint-Étienne œuvre de l'architecte Jean-Jacques Latour vers 1860.
- Lavoir.

Sélection de vues de l'église en 2017.
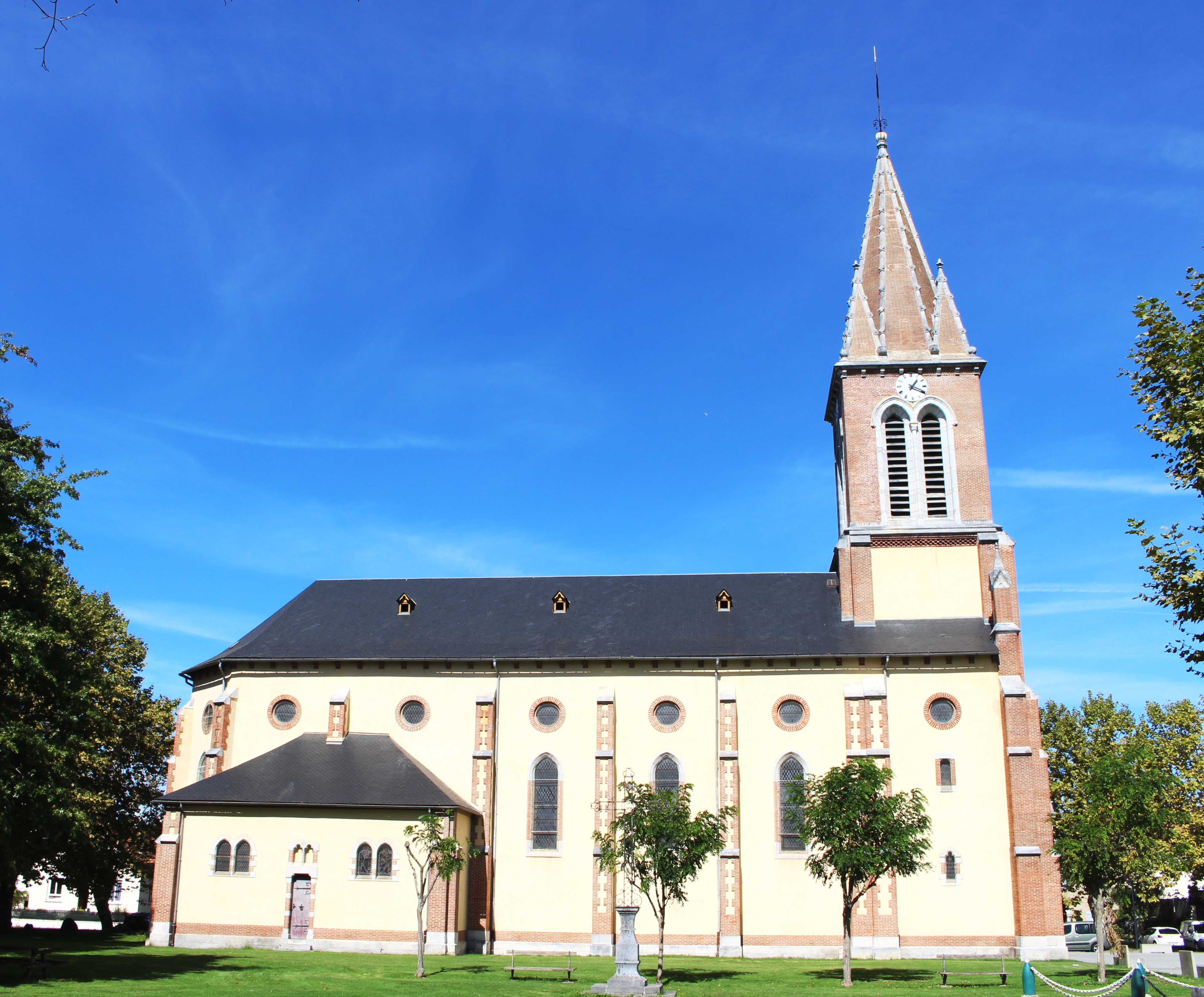
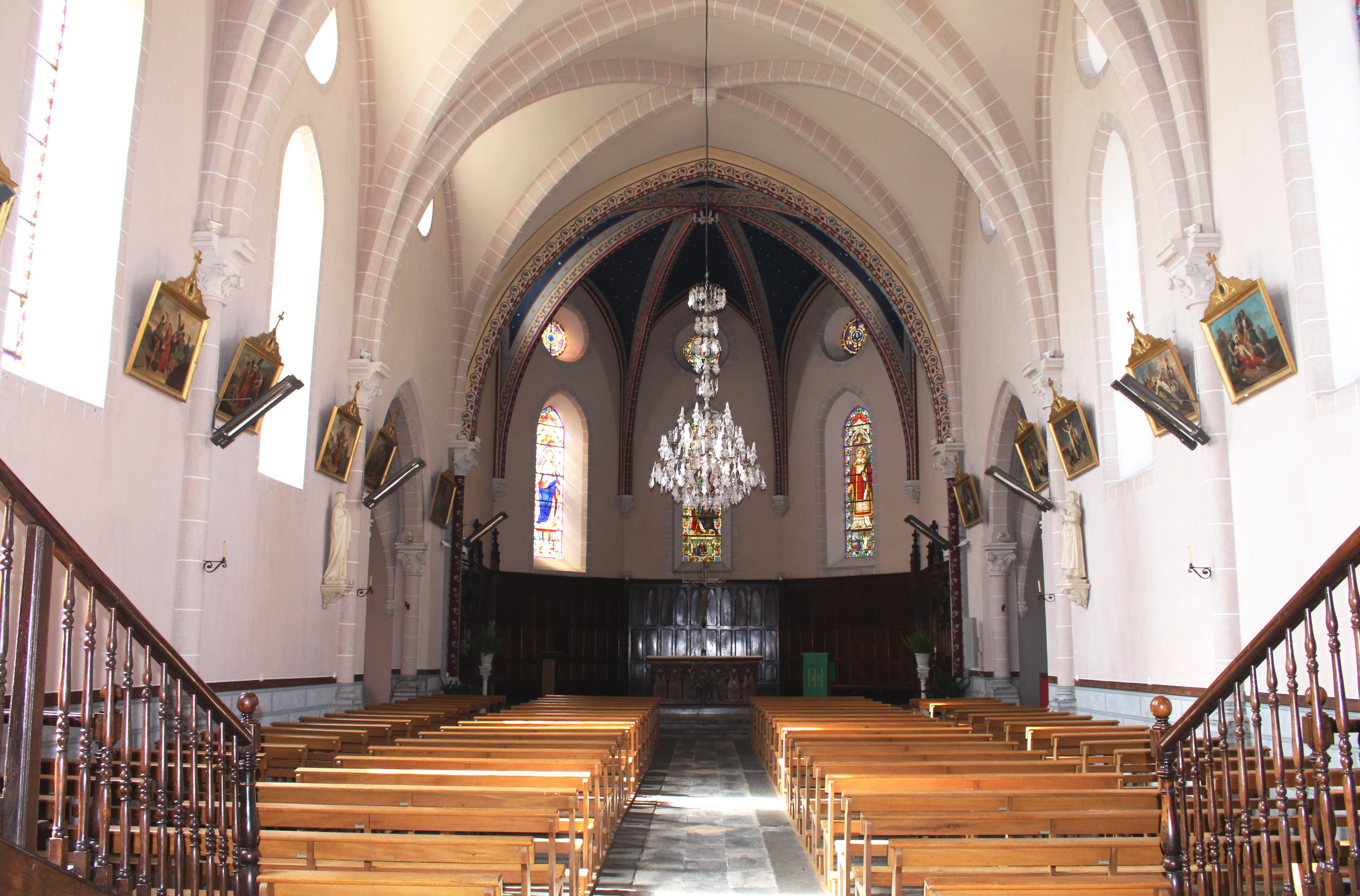
La nef et le chœur.

### Personnalités liées à la commune
Achille Fould, ministre des Finances de Napoléon III, décédé à Laloubère.

### Héraldique
| Blason | Blasonnement : D'or à deux loups de gueules passant l'un sur l'autre Commentaires : ce blason est officiel (vérifié auprès de la mairie). |